# Slangrivier (plaats)
Slangrivier is een klein en armoedig dorp in de regio West-Kaap in Zuid-Afrika. Door het dorp meandert de gelijknamige beek. Aan de overzijde ligt het dorp Askraal.